# Winkelmerkmal

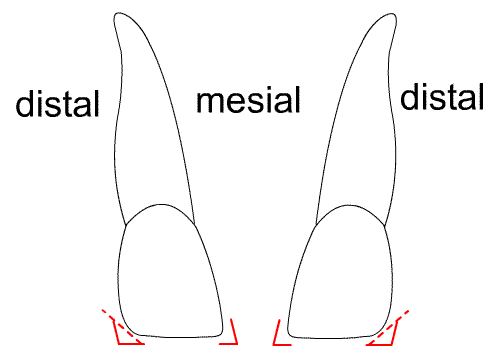
Winkelmerkmal

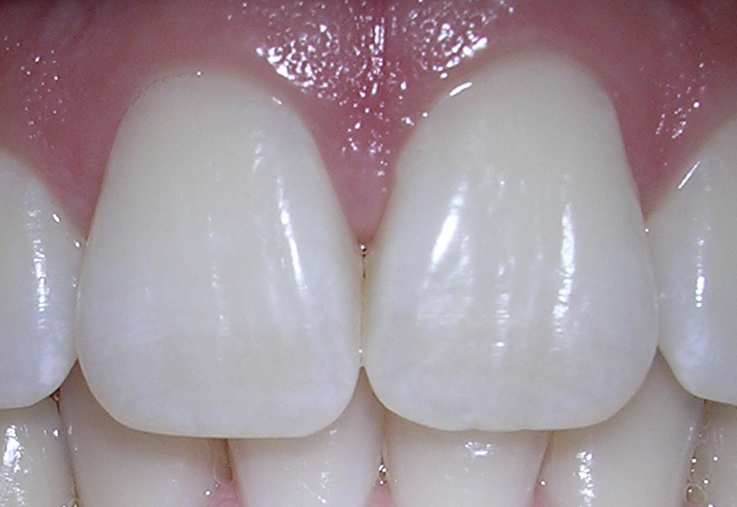
Winkelmerkmal

Das Winkelmerkmal des Zahnes ist ein Erkennungsmerkmal für die Bestimmung, ob ein Zahn zur rechten oder linken Kieferhälfte gehört.
Die Kaufläche bzw. Schneidekante geht mesial in einem spitzeren Winkel zur Approximalfläche über, als distal.
So ist bei Schneidezähnen der Winkel zwischen der Schneidekante und der mesialen Seitenfläche spitzer, als zwischen der Schneidekante und der distalen Seitenfläche der Krone.
Die distale Kronenecke ist außerdem stärker abgerundet als die mesiale.
Das Winkelmerkmal ist bei den oberen Schneidezähnen am stärksten ausgeprägt. In Kombination mit dem Krümmungsmerkmal ist es auch bei Prämolaren und Molaren oft erkennbar.

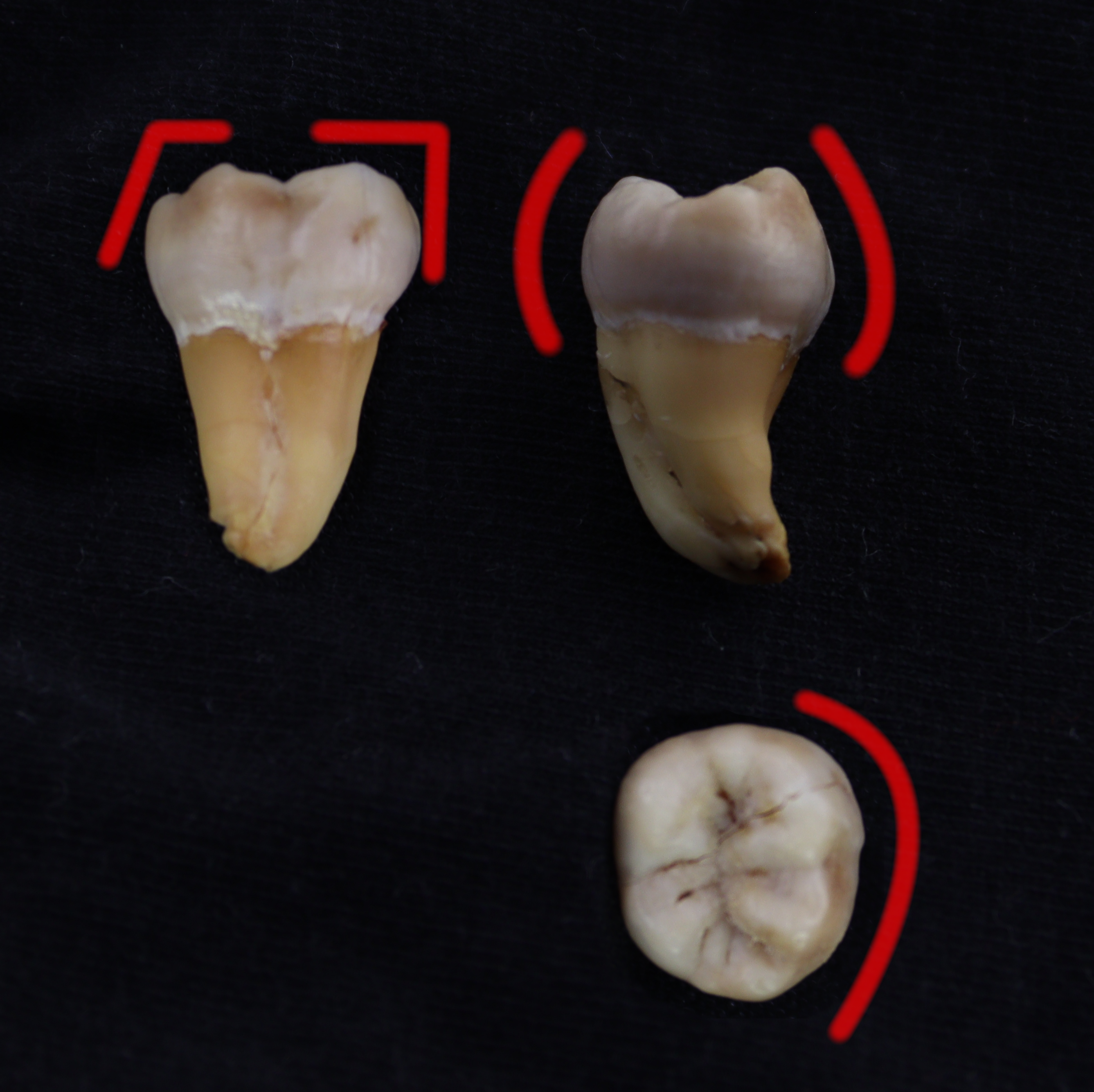
Krümmungs-, Winkel- und vertikales Krümmungsmerkmal an einem unteren Molaren

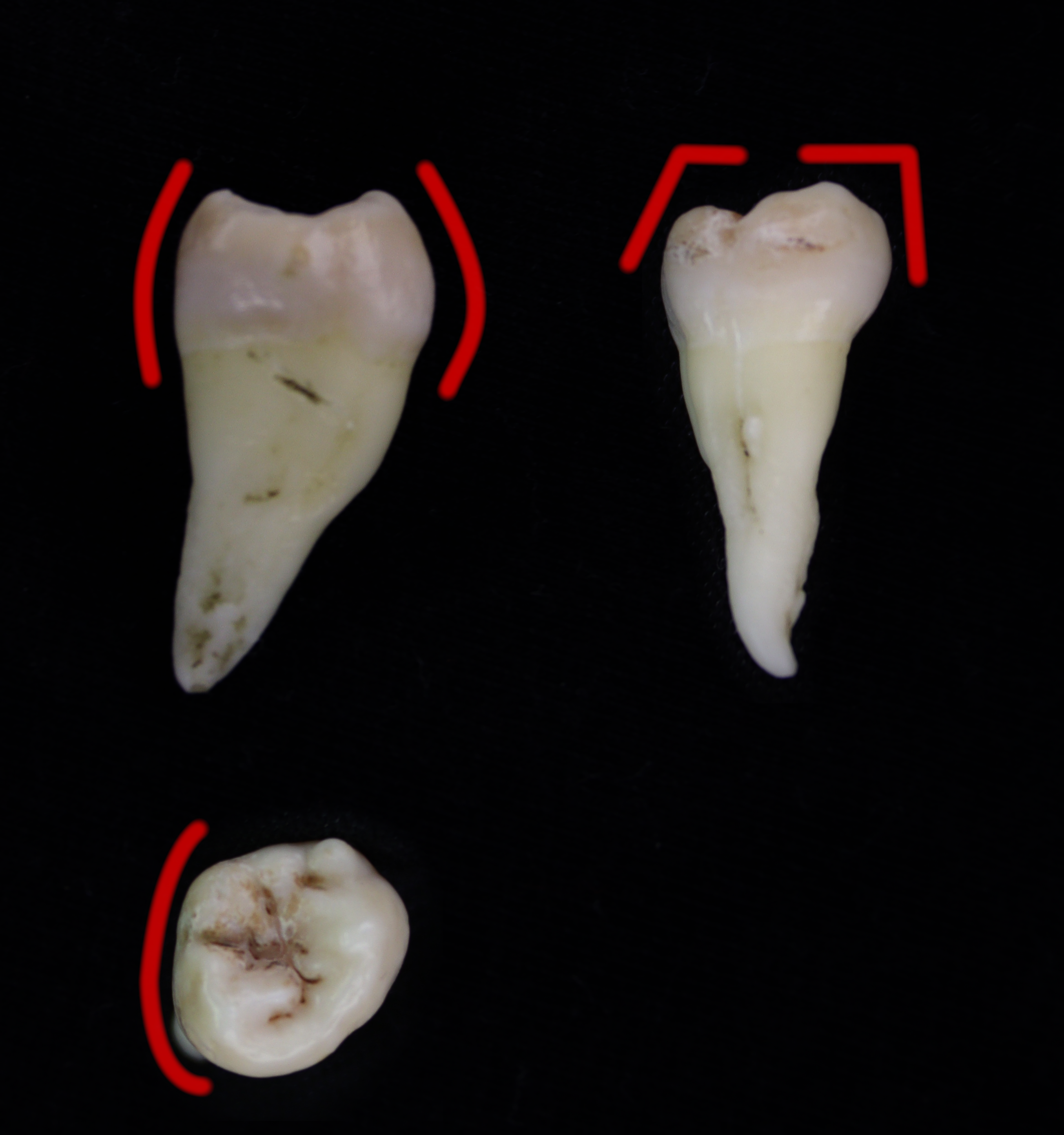
Krümmungs-, Winkel- und vertikales Krümmungsmerkmal an einem oberen Molaren

Für die ästhetische Gestaltung der Zahnform bei Frontzahnkronen muss das Winkelmerkmal unbedingt berücksichtigt werden.
Weitere Erkennungsmerkmale für die Seitenzugehörigkeit eines Zahnes sind:
- Wurzelmerkmal
- Krümmungsmerkmal

Um Seitenzähne dem Ober- oder Unterkiefer zuzuordnen, kann man sich außerdem an der Kronenflucht orientieren.